# 公正党 (哈萨克斯坦)
公正党（直译：公正），2020年之前称团结党（直译：团结），哈萨克斯坦曾经的一个政党。2013年4月26日，该党由由灵性党（Rukhaniyat）和正义民主党合并而成，党主席为赛利克·苏丹哈利，2021年时有30万党员。2022年4月26日，该党与阿玛纳特党合并。